# Ohiivka, Haisîn
Ohiivka (în ucraineană Огіївка) este un sat în comuna Kiblîci din raionul Haisîn, regiunea Vinnița, Ucraina.

## Demografie
Componența lingvistică a localității Ohiivka
     Ucraineană (98,68%)
     Rusă (1,32%)
Conform recensământului din 2001, majoritatea populației localității Ohiivka era vorbitoare de ucraineană (98,68%), existând în minoritate și vorbitori de rusă (1,32%).